# Klaas Prummel
Klaas Prummel (Tweede Exloërmond, 14 oktober 1884 - Musselkanaal, 25 oktober 1970) was een Nederlandse architect. Hij ontwierp in de periode tussen 1901 en 1961 diverse bouwwerken in het veenkoloniale gebied van de provincies Groningen en Drenthe.

## Leven en werk
Prummel werd in 1884 in het Drentse veenkoloniale dorp Tweede Exloërmond geboren als zoon van de vervener Jan Prummel en van Jantje Jonker. Zijn vader was niet alleen vervener, maar ook winkelier, koopman, caféhouder, aannemer en houthandelaar. Prummel volgde een opleiding tot bouwkundige. In 1906 vestigde hij zich als bouwkundige in zijn geboorteplaats Tweede Exloërmond. In 1913 nam hij het aannemersbedrijf met de houthandel van zijn vader over. Zeven jaar later, begin 1921, vestigde hij zich in het Groningse Musselkanaal. Als architect ontwiep hij veel bouwwerken in het veenkoloniale gebied van Groningen en Drenthe en met name in zijn geboorteplaats Tweede Exloërmond en in zijn latere woonplaats Musselkanaal. Samen met de Amsterdamse architecten de gebroeders Adolf Daniël Nicolaas en Johan Godart van Gendt ontwierp hij in 1921 Stadskanaal een bankgebouw aan de Poststraat voor de toenmalige "Geldersche Credietvereeniging".
Prummel ontwierp zijn bouwwerken in meerdere stijlen. Aanvankelijk begon hij met ontwerpen in de zogenaamde neo-bouwstijlen. Een voorbeeld hiervan is de gereformeerde kerk in de Tweede Exloërmond uit 1908. Daarna bouwde hij ook diverse op de jugendstil en op de Amsterdamse School geïnspireerde bouwwerken. Jugendstilelementen zijn bijvoorbeeld herkenbaar in de boerderijen en woningen die hij rond 1913 bouwde, zoals de boerderijen aan het Zuiderdiep 385 in Tweede Exloërmond en aan het Zuiderdiep 279 in Valthermond. Een voorbeeld van een in de stijl van de Amsterdamse school gebouwd bouwwerk van de hand van Prummel is de hervormde kerk in de Tweede Exloërmond. Na de Tweede Wereldoorlog ontwierp hij onder meer gebouwen in de geest van de Delftse School, zoals in 1954 het Groene Kruisgebouw annex brandweerkazerne in de Tweede Exloërmond.
Drie van de door Prummel ontworpen boerderijen aan het Zuiderdiep 190 en 385 in Tweede Exloërmond en aan het Zuiderdiep 279 in Valthermond en een woonhuis aan het Zuiderdiep 192 in Tweede Exloërmond zijn erkend als rijksmonument. De door Prummel ontworpen gereformeerde kerk en het Groene Kruisgebouw met de brandweergarage eveneens in de Tweede Exloërmond zijn erkend als provinciaal monument. Meer dan 400 ontwerpen van zijn hand zijn bewaard gebleven en werden in 2011 overgedragen aan het Drents Archief te Assen.
Prummel trouwde op 17 juni 1914 in de toenmalige gemeente Onstwedde met Wilhelmina (Hester) Slim. Hun zoon Jan Hendrik Prummel (1915-1987) zette na het overlijden van zijn vader in 1970 het architectenbureau Prummel voort, tot hij in 1987 overleed.

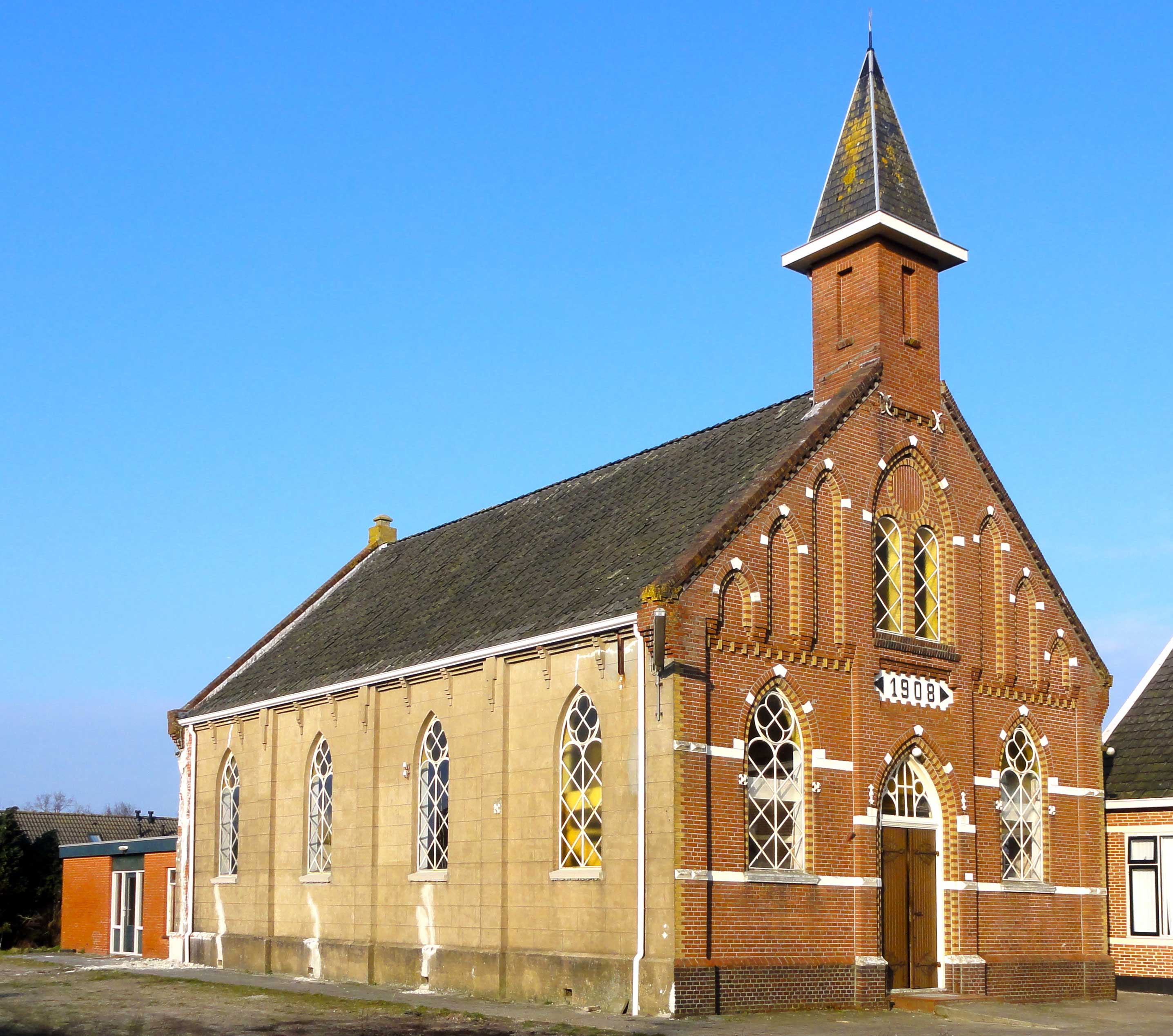
Gereformeerde kerk Tweede Exloërmond (1908)
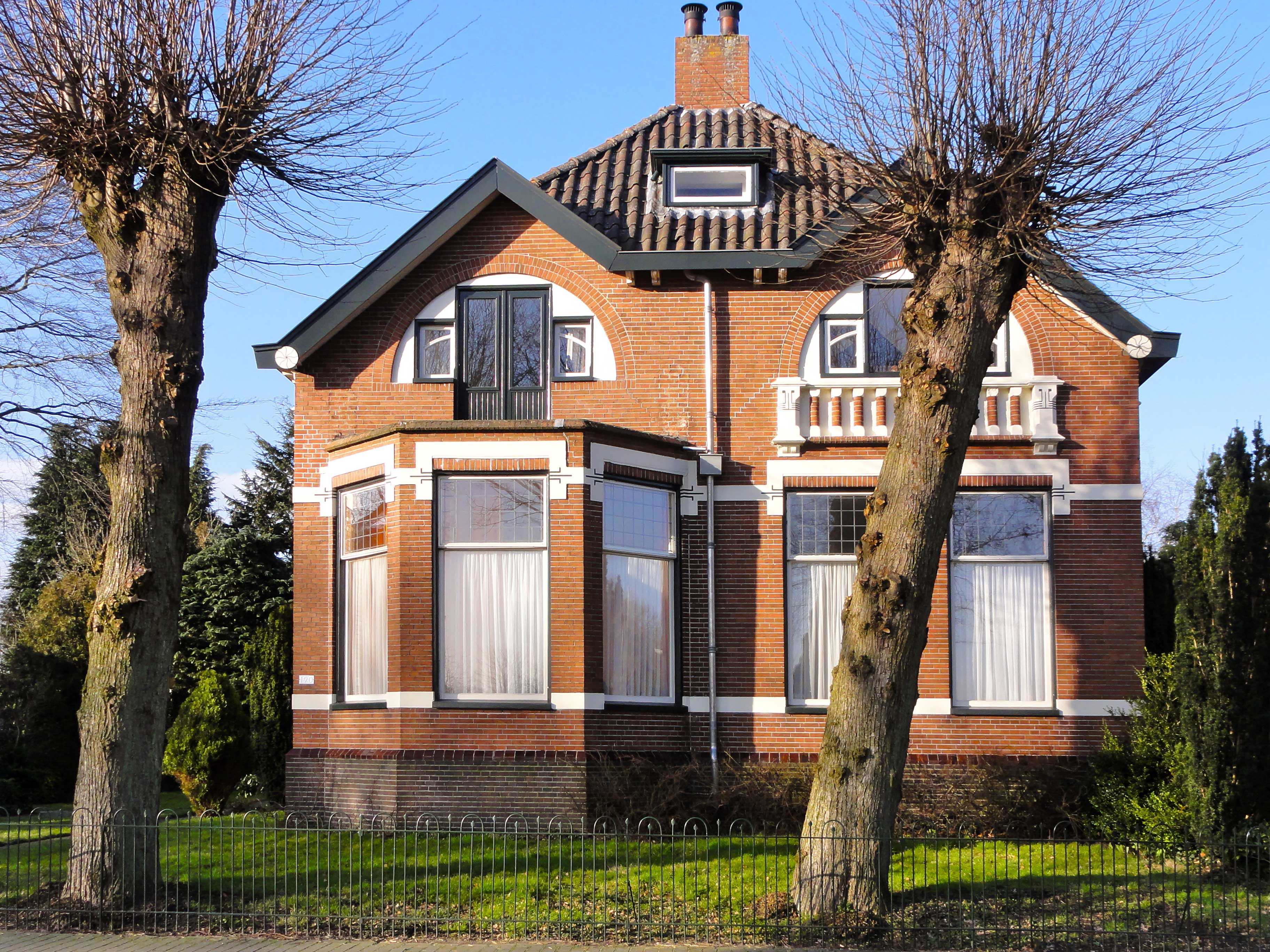
Woonhuis Tweede Exloërmond (1911)
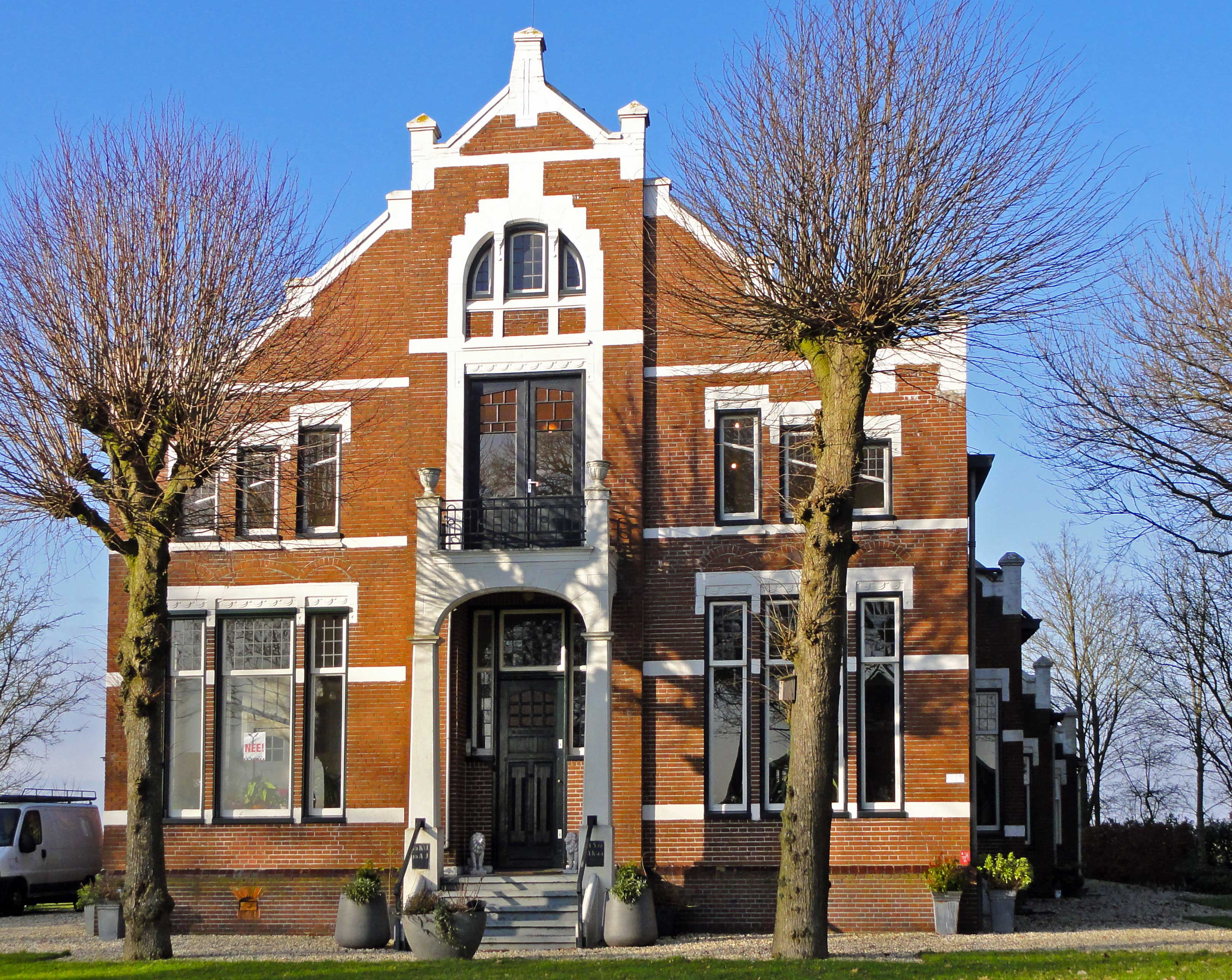
Boerderij Tweede Exloërmond (1912)
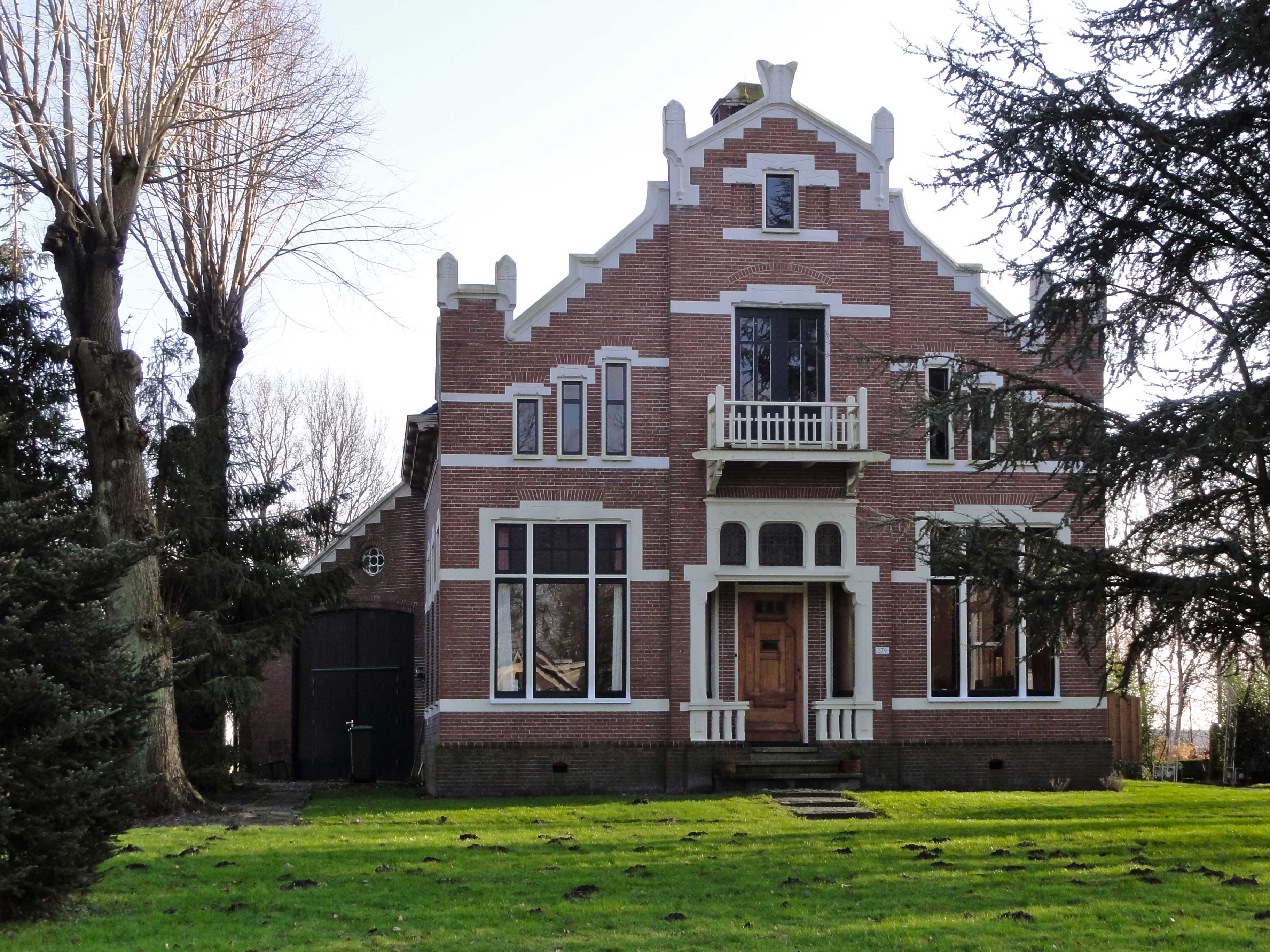
Boerderij Valthermond (1913)
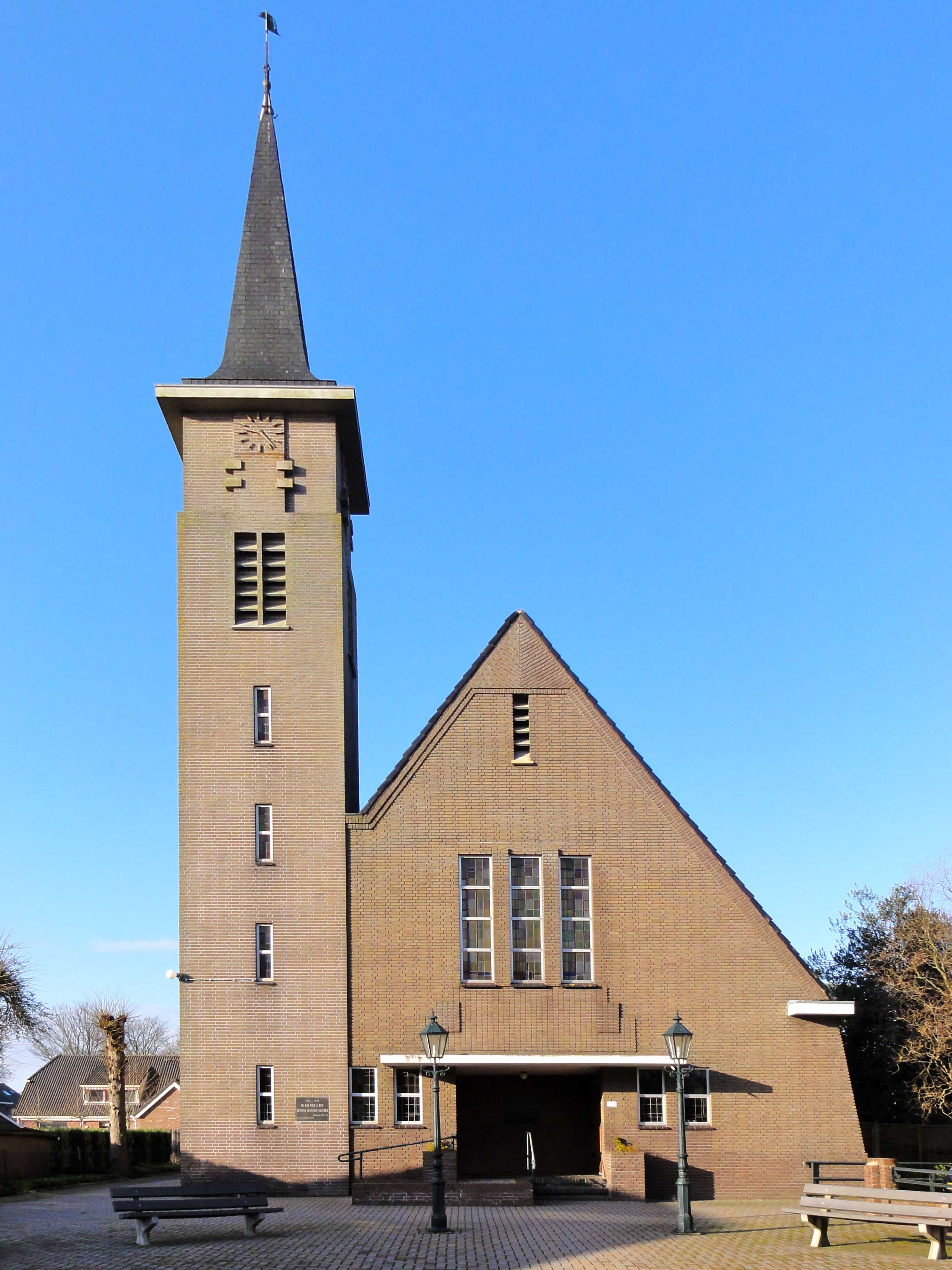
Hervormde kerk Tweede Exloermond (1938)

- Gemeinsame Normdatei: 1017941637
- International Standard Name Identifier: 0000 0003 5794 0864
- Library of Congress Control Number: no2012015275
- Nederlandse Thesaurus van Auteursnamen: 331870398
- Système universitaire de documentation: 155724649
- Virtual International Authority File: 204203539
- WorldCat: E39PBJgt9CYjpgCdTfRBTpXcfq